# 2019년 1월 죽음
다음은 2019년 1월에 사망한 저명한 인물 목록이다.
- 1월 2일 - 대한민국의 군인 김철우
- 1월 3일 - 중국의 범죄자 가오청융
- 1월 4일 - 영국의 작가 존 버닝햄
- 1월 5일
  - 대한민국의 배우 하용수
  - 유고슬라비아의 전 축구선수 및 지도자 드라고슬라브 셰쿨라라츠
- 1월 7일 - 대한민국의 가수 진형
- 1월 11일 - 영국의 수학자 마이클 아티야
- 1월 13일 - 대한민국의 정치인 박충순
- 1월 14일 - 폴란드의 정치인 파베우 아다모비치
- 1월 15일 - 미국의 배우 캐럴 채닝
- 1월 17일 - 수단의 정치인 바비케르 아와달라
- 1월 20일 - 대만의 산악인 우지윈
- 1월 21일
  - 프랑스의 귀족 앙리 도를레앙
  - 아르헨티나의 축구선수 에밀리아노 살라
- 1월 26일 - 프랑스의 음악가 미셸 르그랑
- 1월 27일 - 대한민국의 정치인 박형오
- 1월 28일 - 대한민국의 인권운동가 김복동
- 1월 29일 - 미국의 싱어송라이터 제임스 잉그램
- 1월 30일 - 대한민국의 기업인 이인희
- 1월 31일
  - 대한민국의 기업인 김만제
  - 대한민국의 정치인 이형로